# Dänische Fußballnationalmannschaft (U-21-Männer)
Die dänische U-21-Fußballnationalmannschaft ist eine Auswahlmannschaft dänischer Fußballspieler. Sie unterliegt der Dansk Boldspil Union und repräsentiert diese auf der U-21-Ebene, in Freundschaftsspielen gegen die Auswahlmannschaften anderer nationaler Verbände, aber auch bei der Europameisterschaft des Kontinentalverbandes UEFA. Spielberechtigt sind Spieler, die ihr 21. Lebensjahr noch nicht vollendet haben und die dänische Staatsangehörigkeit besitzen. Bei Turnieren ist das Alter beim ersten Qualifikationsspiel maßgeblich.

## Geschichte
1978, bei der ersten U-21-Fußball-Europameisterschaft, qualifizierte sich das dänische Team über die Vorrunde (Gruppe 1) für das Viertelfinale. Nach einem 4:1-Sieg am 23. März 1978 vor heimischer Kulisse gegen Bulgarien stand man bereits mit einem Bein in der nächsten Runde. Doch eine 0:3-Niederlage zwei Wochen später in Sofia besiegelte das Ausscheiden aus dem Wettbewerb. 1980 und 1984 scheiterte man sehr deutlich in der Qualifikationsgruppe, auch 1982 hatte man das Einsehen und scheiterte schon in der Vorrunde. Erst zur Euro 1986 setzte sich die U-21-Auswahl wieder durch. Zwar startete man in der Gruppe 6 mit nur zwei Unentschieden, einem Sieg und einer Niederlage nicht gut, konnte sich dann aber dank eines Sieges über die Schweiz und über Norwegen an Rang eins setzen. Doch erneut war bereits im Viertelfinale Endstation. Nach einem Gesamtergebnis von 1:2 gegen England scheiterten die Dänen früh in der K.-o.-Phase. Nach zwei Jahren ohne Qualifikation schafften die Juniorenspieler 1992 wieder die Teilnahme an den Viertelfinalspielen. Bereits in der Gruppenphase überzeugte man, als das Team Jugoslawien, Österreich und San Marino hinter sich ließ. Mit zehn Punkten aus sechs und keiner Niederlage zog man souverän in die K.-o.-Phase ein. Im Viertelfinale begegnete man der polnische U-21-Auswahl. Doch bereits nach einem 5:0-Hinspielerfolg durch Tore von Per Frandsen, Miklos Molnar und Peter Møller (3 Tore) waren die Weichen Richtung Halbfinale gestellt. Im Rückspiel zog man durch ein 1:1-Unentschieden endgültig in die nächste Runde. Doch gegen den späteren Europameister Italien war mit 0:1 und 0:2 kein Sieg zu holen. Dies war das bisher beste Abschneiden einer U-21-Auswahl Dänemarks bei einer EM. Bis einschließlich 2004 verpasste man sechs Mal den Einzug zur Endrunde. Erst 2006 in Portugal qualifizierte sich der Nachwuchskader nach mehr als zehn Jahren wieder für das Turnier. Doch dort enttäuschte man. Zwar schoss mit insgesamt fünf Toren keine Mannschaft in der Gruppe B mehr Tore, aber auch kein Team, egal ob Gruppe A oder B, kassierte sechs Treffer. Nach drei Partien mit zwei Unentschieden schied die Mannschaft als Tabellenletzter frühzeitig aus.
Da die nächste Europameisterschaft nach der EM 2006 nicht erst wie üblich zwei Jahre später, sondern bereits 2007 stattfand, wurde die entsprechende Qualifikation in einem Schnellverfahren ausgespielt. Angefangen mit einer Vorrunde, über eine kurze Gruppenphase mit drei Mannschaften und den Play-off-Spielen. Dänemark griff erst in die Gruppenphase ein. In der Gruppe 10 traf man dabei auf Schweden und Mazedonien. Da sowohl Dänemark, als auch Schweden ihre Spiele gegen Mazedonien gewannen, ging es am 5. September 2006 zwischen diesen beiden Teams um den Gruppensieg sowie den Einzug in die nächste Runde. Die dänische Auswahl unterlag mit 0:2 und musste Schweden den Vortritt lassen. In der Qualifikation zur Europameisterschaft 2009 stand man Finnland, Schottland, Slowenien und Litauen gegenüber. Zwar reichte es nicht zu Rang eins, aber als einer der besten Gruppenzweiten zog man in eine Relegationsrunde, um doch noch an der EM teilnehmen zu können. Dort wurde dem dänischen U-21-Team die serbische Mannschaft zugelost. Durch zwei 0:1-Niederlagen reichte es wieder nicht zur Endrundenteilnahme. Die Endrunde 2011 wurde erstmals an Dänemark vergeben. Daher ist die Mannschaft als Veranstalter automatisch für die Runde der letzten acht Teams qualifiziert.

### Teilnahme bei U-21-Europameisterschaften
| 1978                           | Viertelfinale      |
| 1980                           | nicht qualifiziert |
| 1982                           | nicht qualifiziert |
| 1984                           | nicht qualifiziert |
| 1986                           | Viertelfinale      |
| 1988                           | nicht qualifiziert |
| 1990                           | nicht qualifiziert |
| 1992                           | Halbfinale         |
| 1994 in Frankreich             | nicht qualifiziert |
| 1996 in Spanien                | nicht qualifiziert |
| 1998 in Rumänien               | nicht qualifiziert |
| 2000 in der Slowakei           | nicht qualifiziert |
| 2002 in der Schweiz            | nicht qualifiziert |
| 2004 in Deutschland            | nicht qualifiziert |
| 2006 in Portugal               | Gruppenphase       |
| 2007 in den Niederlanden       | nicht qualifiziert |
| 2009 in Schweden               | nicht qualifiziert |
| 2011 in Dänemark               | Gruppenphase       |
| 2013 in Israel                 | nicht qualifiziert |
| 2015 in Tschechien             | Halbfinale         |
| 2017 in Polen                  | Gruppenphase       |
| 2019 in Italien und San Marino | Gruppenphase       |
| 2021 in Slowenien und Ungarn   | Viertelfinale      |
| 2023 in Rumänien und Georgien  | nicht qualifiziert |
| 2025 in der Slowakei           | Viertelfinale      |

Bemerkung: Zwischen 1978 und 1992 wurde die Endrunde einer U-21-Europameisterschaft nicht in einem Land ausgetragen, sondern durch Hin- und Rückspiele in den jeweiligen teilnehmenden Nationen absolviert.

## Bekannte ehemalige Spieler
(Auswahl)
- Tommy Bechmann (In Deutschland für VfL Bochum und SC Freiburg aktiv)
- Per Frandsen (In Frankreich für den OSC Lille und in England für die Bolton Wanderers, Blackburn Rovers sowie für Wigan Athletic aktiv)
- Lars Jacobsen (Ehemals in Deutschland für Hamburger SV und 1. FC Nürnberg aktiv)
- Bent Jensen (Ehemals in Deutschland für Eintracht Braunschweig aktiv)
- Martin Jørgensen (Ehemals in Italien für Udinese Calcio und für den AC Florenz aktiv)
- Thomas Kahlenberg (In Deutschland für VfL Wolfsburg aktiv)
- Jonas Kamper (In Deutschland für Arminia Bielefeld aktiv)
- Preben Elkjær Larsen (Ehemals in Deutschland für 1. FC Köln aktiv)
- Peter Løvenkrands (Ehemals in Deutschland für FC Schalke 04 aktiv)
- Peter Madsen (Ehemals in Deutschland für VfL Wolfsburg, VfL Bochum und 1. FC Köln aktiv)
- Miklos Molnar (Ehemals in Deutschland für FSV Frankfurt aktiv)

## U-21-Trainer
- 1976–1980:  Tommy Troelsen
- 1980–1989:  Richard Møller Nielsen
- 1989–1992:  Viggo Jensen
- 1992–1999:  Jan B. Poulsen
- 2000–2006:  Flemming Serritslev
- 2006–2011:  Keld Bordinggaard
- 2011–2013:  Morten Wieghorst
- 2013:  Nils Nielsen
- 2013–2015:  Jess Thorup
- 2015–2019:  Niels Frederiksen
- 2019–2021:  Albert Capellas